# Museum Hertogsgemaal
Het Archeologisch en Paleontologisch Museum Hertogsgemaal is een oudheidkundig museum in het Noord-Brabantse dorp Gewande, ten noordoosten van 's-Hertogenbosch. Het exposeert vondsten uit de streek en uit de grind- en zandgaten bij de Maas in een paleontologische context.
Het museum is ingericht in het Hertogsgemaal, dat van 1940 tot 1979 heeft gefunctioneerd als elektrisch gemaal ter uitwatering van de laaggelegen Maaspolders en in 2002 geklasseerd is als Rijksmonument. Het museum bestaat sinds 1989 en wordt beheerd door de Stichting Museum Hertogsgemaal.

## Collectie
Het oudste deel van de collectie is in 1958 gevonden door Anton Verhagen en Arnold Chambon aan de oevers van de Dommel, en een archeologische werkgroep bracht vondsten bijeen uit de gehele gemeente 's-Hertogenbosch. De voorwerpen uit de steentijd dateren van het paleolithicum tot en met het neolithicum. Er is een vrijwel compleet skelet van de wolharige mammoet, en verder botten van de wolharige neushoorn, het reuzenhert en andere dieren die tijdens het Weichselien leefden. Ontgrondingen bij Mill en Langenboom brachten haaientanden aan het licht. De Romeinse tijd is vertegenwoordigd met voorwerpen uit de tempel van Empel en uit de tempelresten die gevonden zijn bij ontgrondingswerkzaamheden te Lith. Voorwerpen uit de middeleeuwen zijn afkomstig uit de binnenstad van 's-Hertogenbosch. Voorts zijn er voorwerpen tentoongesteld die herinneren aan de Tweede Wereldoorlog, toen Gewande van oktober 1944 tot mei 1945 aan het front lag. In de tuin is een vliegtuigmotor uit die tijd opgesteld.

## Gemaal
De twee verticale elektromotoren van Heemaf en de centrifugaalpompen van Stork zijn anno 2024 nog aanwezig in de oorspronkelijke ruimtes. Ook zijn er oude foto's van het gemaal te zien. 

## Museumgemaal Caners
- In Gewande is nog een tweede museum in een gemaal gevestigd: Museumgemaal Caners, dat de waterhuishouding toont.